# Los Justicieros
Los Justicieros (« Les Justiciers ») est un groupe d'action directe anarchiste proche de la Confédération nationale du travail et créé, en 1920, par entre autres Buenaventura Durruti.

## Histoire
En 1921 le groupe tente, en vain, d'assassiner le roi Alphonse XIII d'Espagne.
Plus tard ce groupe libertaire se dissout pour devenir Los Solidarios.

## Notices
- (es) Miguel Iñiguez, Esbozo de una Enciclopedia histórica del anarquismo español, Fundación de Estudios Libertarios Anselmo Lorenzo, Madrid, 2001, 318.